# Hands to Myself
〈Hands to Myself〉는 셀레나 고메즈의 노래이다. 두 번째 정규 앨범 《Revival》의 세 번째 싱글이다. 빌보드 핫 100 7위를 했으며, 미국 음반 산업 협회(RIAA) 인증 더블 플래티넘 등급을 받은 곡이다.